# Għajn Tuffieħa
Għajn Tuffieħa è un sito archeologico di Malta.
Le terme romane a Għajn Tuffieħa sono state scoperte durante la costruzione di un acquedotto nel 1929. Questa è una tipica giacenza del patrimonio derivante dalla dominazione romana del territorio maltese. Sebbene il sito sia per lo più in rovina questo è rinomato per i suoi elaborati mosaici.